# جابي مولر
جابي مولر هي كاياكيرة سويسرية، ولدت في 21 نوفمبر 1974.

## وصلات خارجية
- جابي مولر على موقع اللجنة الأولمبية الدولية (الإنجليزية)
- جابي مولر على موقع أوليمبيديا (الإنجليزية)